# Aux douze vents du monde
Aux douze vents du monde (titre original : The Wind's Twelve Quarters) est un recueil de nouvelles de science-fiction de l'écrivain américain Ursula K. Le Guin. Il est paru aux États-Unis en 1975 puis a été traduit en français et publié par les éditions Le Bélial' en 2018. Ce recueil a reçu le prix Locus du meilleur recueil de nouvelles 1976.
Le titre original est tiré d'un poème d'A.E. Housman cité en exergue du recueil. Le titre français s'appuie sur la traduction de Sébastien Cagnoli : "... Parle-moi, que je te réponde, / Dis-moi comment je puis t’aider, / Avant qu’aux douze vents du monde / Je ne m’envole à tout jamais." (A Shropshire Lad, XXXII).

## Liste des nouvelles
- Les Maîtres, 1982 ((en) The Masters, 1963), trad. Lorris Murail et Natalie Zimmermann
- La Boîte d'ombre, 1978 ((en) Darkness Box, 1963), trad. Marc Duveau
- Le Mot de déliement, 2015 ((en) The Word of Unbinding, 1964), trad. Pierre-Paul Durastanti
- Voyage, 1972 ((en) The Good Trip, 1970), trad. Alain Le Bussy
- Les Choses, 1985 ((en) The End / Things, 1970), trad. Henry-Luc Planchat
- La Forêt de l'oubli, 1978 ((en) A Trip to the Head, 1970), trad. Henry-Luc Planchat
- Le Collier de Semlé, 1978 ((en) Semley’s Necklace, 1965), trad. Jean Bailhache
- Avril à Paris, 1978 ((en) April in Paris, 1962), trad. Jean Bailhache
- La Règle des noms, 1978 ((en) The Rule of Names, 1964), trad. Jean Bailhache
- Le Roi de Nivôse, 1978 ((en) Winter's King, 1969), trad. Jean Bailhache
- Neuf vies, 1976 ((en) Nine Lives, 1969), trad. Jean Bailhache
- Plus vaste qu'un empire, 1975 ((en) Vaster Than Empires and More Slow, 1971), trad. Claude Saunier
- Étoiles des profondeurs, 1978 ((en) The Stars Below, 1974), trad. Jean Bailhache
- Champ de vision, 1974 ((en) Field of Vision, 1973), trad. Jacques Polanis
- Le Chêne et la Mort, 1978 ((en) Direction of the Road, 1973), trad. Jean Bailhache
- À la veille de la révolution, 1975 ((en) The Day Before the Revolution, 1974), trad. Jean-Pierre PugiPrix Nebula de la meilleure nouvelle courte 1974 et prix Locus de la meilleure nouvelle courte 1975
- Ceux qui partent d'Omelas, 1975 ((en) The Ones Who Walk Away from Omelas, 1973), trad. Henry-Luc PlanchatPrix Hugo de la meilleure nouvelle courte 1974

## Éditions
- The Wind's Twelve Quarters, Harper & Row, 1975, 303 p.  (ISBN 0-06-012562-4)
- Aux douze vents du monde, Le Bélial', coll. « Kvasar », 24 mai 2018, 416 p.  (ISBN 978-2-84344-934-5)
- Aux douze vents du monde, Le Livre de poche, coll. « Imaginaire » no 36134, 12 mai 2021, 528 p.  (ISBN 978-2-253-24221-5)